# Dokka
Dokka este o localitate din comuna Nordre Land, provincia Innlandet, Norvegia, cu o suprafață de 3,29 km² și o populație de 2.857 locuitori (2013).